# وینگارتن
وینگارتن (انگلیسی: Weingarten) شرکت املاک آمریکایی است، که در سال ۱۹۴۸ تأسیس شد.